# María Eugenia Terrazas
María Eugenia Terrazas Lafargue (Viña del Mar, 27 de octubre de 1939) es una pintora y artista visual chilena.

## Biografía
Su formación académica la realizó en la Universidad Técnica Federico Santa María de Valparaíso y la Universidad Católica de Valparaíso donde estudió Diseño de interiores egresando en 1962 y Licenciatura en Historia del Arte desde 1973, respectivamente. Paralelamente desde el año 1962 trabajó como profesora de Artes Plásticas en colegios de la Región de Valparaíso y en la Universidad Católica de Valparaíso hasta 1975.
En 1976 obtuvo una beca para estudiar Historia del Arte en Siena y Perugia, Italia. Cuando regresa a Chile, comenzando los años 1980 aprende acuarela con el artista Hardy Wistuba para luego ser su ayudante. También participó del taller de la pintora Gracia Barrios.
Desde 1984 dirige el Taller de Acuarela de la Corporación Cultural de Las Condes, en Santiago.

## Obra
Su trabajo plástico se desarrolla mayormente en la técnica de la acuarela y otros lenguajes pictóricos como la témpera y el gouache, aunque en sus últimos trabajos ha explorado y experimentado con otro tipo de lenguajes como la escultura en pequeño y mediano formato. Por ejemplo, en su exposición Tótems. Huellas de la naturaleza, realizada en la Corporación Cultural de Las Condes, la artista presentó pequeñas esculturas, creadas con retazos de la naturaleza, y complementada con obras en pequeño formato cercanas al collage, realizadas a partir de sus propias acuarelas, aguadas y témperas.